# Peter Neumair
Peter Neumair (ur. 9 października 1950 w Freisingu) – zachodnioniemiecki zapaśnik walczący w stylu wolnym. Dwukrotny olimpijczyk. Szósty w Monachium 1972 i odpadł w eliminacjach turnieju w Montrealu 1976. Startował w kategoriach 82–90 kg. Zajął czwarte miejsce na mistrzostwach świata w 1978, piąty w 1971 i szósty w 1975. Srebrny medalista mistrzostw Europy w 1976 roku.
Zdobył dziesięć tytułów mistrza Niemiec w latach: 1969-1978 i 1980.
- Turniej w Monachium 1972

Wygrał z Belgiem Constantem Bensem, Brytyjczykiem Richardem Barracloughem i Janem Wypiorczykiem. Przegrał z Johnem Petersonem z USA i Lewanem Tediaszwili z ZSRR.
- Turniej w Montrealu 1976

Pokonał Wayne Thomasa z Wysp Dziewiczych, a przegrał z Horstem Stottmeisterem z NRD i Szwedem Frankiem Anderssonem.